# Світлогорськ (Гомельська область)
Світлого́рськ, Свєтлого́рськ, також Шатиловичі (біл. Светлаго́рск, Шацілавічы, до 1961 — Шатилки, біл. Шацілкі) — місто районного підпорядкування Гомельської області Білорусі, адміністративний центр Світлогорського району. Розташований на річці Березина. Відстань по автошляху до Гомеля — 113 км (через місто Речиця). Залізнична станція на лінії Жлобин — Калинковичі.

## Історія
Перша згадка про населений пункт відноситься до 1560. Як свідчить привілей Великого князя Литовського і короля польського Сигізмунда II Августа, виданий 15 червня 1560 у Варшаві, маєток під назвою Шатілинський Острів, що входив тоді до складу Річицького повіту Великого князівства Литовського, після попереднього власника — Романа Шатіли — передавалося Ждану Манкевичу.
Згадка про село Шатіловічі (Шатіловічы) в 1639 пов'язана з інвентарним описом Бобруйського староства. Тоді в селі, як сказано в документі, було 17 селянських дворів.
20 серпня 1924 местечко Шатілки стало центром сільської ради.
У березні 1954 почалося будівництво Васілевіцької ДРЕС.
З 30 грудня 1956 — селище міського типу. Побудовано Будинок культури енергетиків, школу, кінотеатр «Супутник», нові житлові будинки. Перша турбіна нової електростанції дала енергію восени 1958 року.
З червня 1960 — центр Парицького району. В цьому році почалося будівництво найбільшого на той час в Європі заводу штучного волокна. 29 липня 1961 Шатілки перетворені у місто Світлогорськ, а район перейменований в Світлогорський. У новорічну ніч 31 грудня 1964 завод дав першу продукцію.

## Промисловість
Одне з найбільших хімічних підприємств країни — виробниче об'єднання «Хімволокно», целюлозно-картонний комбінат, нафтовидобувні організації, домобудівний комбінат та будівельний трест, завод залізобетонних виробів і конструкцій, хлібозавод та інші підприємства.

## Відомі особистості
Народився:
- Романцов Віктор Анатолійович (* 1970) — білоруський журналіст, публіцист і краєзнавець.

| Білорусь | Це незавершена стаття з географії Білорусі. Ви можете допомогти проєкту, виправивши або дописавши її. |

1. ↑  Шаблон:Літаратура/Слоўнік беларускай мовы (клясычны правапіс, 2001)